# Канди, Оресте
Оре́сте Ка́нди (итал. Oreste Candi; 27 ноября 1865, Минербио, провинция Болонья — 4 сентября 1938, Генуя) — итальянский изготовитель музыкальных инструментов, брат Чезаре Канди.

## Биография
Родился 27 ноября 1865 в Минербио, провинция Болонья. Обучался изготовлению музыкальных инструментов у Раффаэле Фьорини. В 1886 году переехал в Геную и поступил на работу на мандолинно-гитарную фабрику братьев Барберис. В 1890-х годах открыл собственную мастерскую на виа Дей Серви в Генуе, где сперва работал со своим младшим братом Чезаре. С начала XX века до 1930 его мастерская располагалась на Вико-Дритто-ди-Понтичелло в Генуе. Первоначально изготавливал гитары и мандолины, с 1915 года — также смычковые музыкальные инструменты. Производил исследовательские работы по строению инструментов XVIII века, пытался изготавливать их копии. Умер в Генуе 4 сентября 1938 года.